# Karagandinska biskupija
Karagandinska ili izvorno Qarağandyska biskupija (lat. Dioecesis Karagandansis), kazahstanska katolička biskupija rimskoga obreda koja se prostire središnjim i istočnim dijelovima države. Pod zajedničkom je upravom Astanske metropolije i Kongregacije za evangelizaciju naroda. Stolna crkva Biskupije je Katedrala Gospe Fatimske u Karagandi, uz sustolnu Katedralu sv. Josipa. Biskupija opslužuje gotovo 15 000 vjernika u dva dekanata, odnosno osamnaest župa.  Od 1997. u Karagandi djeluje više bogoslovno sjemenište, jedino u Srednjoj Aziji.
Utemeljena je 13. travnja 1991. kao apostolska uprava (administracija), pretežno na podrućju bivšega Turkestana koje se nalazilo pod upravom Vladivostočke biskupije. Na razinu biskupije (dijeceze) uzdignuta je papinskom bulom Ivana Pavla II. 7. srpnja 1999., u sklopu preustroja Katoličke Crkve u Kazahstanu. Dužnost apostolskoga upravitelja, kasnije i prvoga biskupa novoosnovane Biskupije obnašao je Jan Pawel Lenga, kojega je nakon dvadeset godina biskupstva naslijedio još jedan Poljak, Janusz Wiesław Kaleta. Trenutni biskup je Adelio Dell'Oro.
U biskupiji je veći dio svoga pastoralnoga vijeka proveo Władysław Bukowiński, koji je i pokopan i proglašen blaženim u Katedrali Gospe Fatimske, postavši prva osoba iz Kazahstana uzdignuta na čast oltara.

## Vanjske poveznice
- Podatci o biskupiji u mrežnoj bazi podataka »GCatholic«